# Ermita-convento de Nuestra Señora de la Estrella

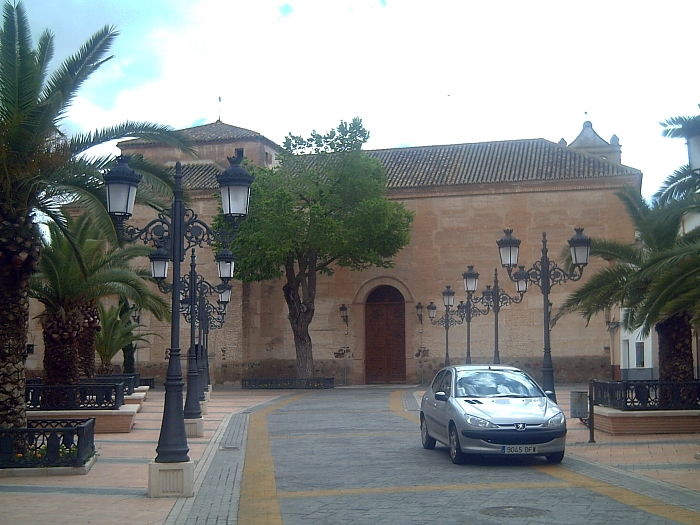
Exterior

La ermita-convento de Nuestra Señora de la Estrella se fundó a finales del siglo XVII en Miguelturra, provincia de Ciudad Real (España). Se creó en torno a la primitiva ermita de Santa Marina, que desde el siglo XIII es de la Virgen de la Estrella, tras la aparición de la virgen, descubierta por unos pastores en el lugar que durante varias noches les señaló una estrella. Excavando en el punto marcado, encontraron una virgen morena dentro de una cueva, que aún se puede visitar junto a la iglesia. Tomándola desde ese momento como patrona de Miguelturra.
El convento, atendido desde su origen por monjas mercedarias de clausura, fue fundado por doña Maria Velarde y Treviño debido a la fama que tenía la virgen por milagrosa. La fundadora fue enterrada junto a su marido, Francisco Trevillo y Dávila a los pies del altar mayor en 1785.
Se conserva un cuadro en el interior del convento donde se representa a un caballero de calatrava arrodillado ante la imagen de Maria de la Estrella y donde la tradición dice que le anunció que iban a fundar un convento anexionado a la ermita. En la parte inferior del cuadro se lee: «EXVOTO».

## El templo

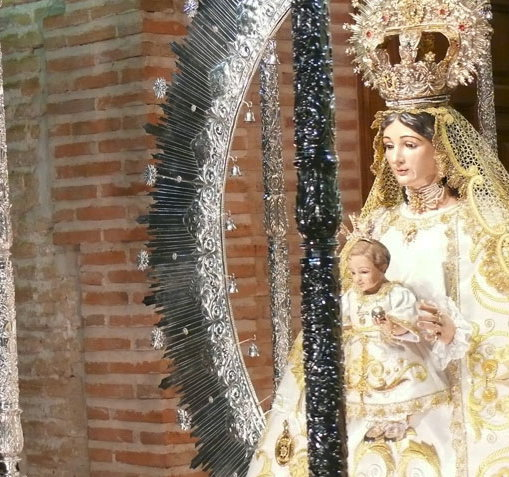
Ntra.Sra de la Estrella Patrona de Miguelturra.

Se trata de un edificio de una nave, cubierta por bóveda de cañón con lunetos y cúpula sobre el crucero, sustentada por pechinas. La decoración interior es lúcida. El altar mayor, de estilo neobarroco, alberga en su centro el camarín de la virgen de la Estrella. A los laterares se encuentran dos altares pequeños y, enfrente de la puerta principal, uno mayor dedicado a Jesús Nazareno. A los pies del templo está el coro alto por encima de la puerta de la umbría, desde donde las mercedarias siguen los actos litúrgicos ordinarios y festivos dedicados a la virgen. Posee un órgano que se toca sobre todo a partir de que la virgen se encuentra abajo para recibir los cultos y para dar mayor solemnidad a los actos.
A ambos lados del altar Mayor se encuentran enterrados los fundadores del convento.